# Кишабейра (Баия)
Кишабейра (порт. Quixabeira)  —  муниципалитет в Бразилии, входит в штат Баия. Составная часть мезорегиона Северо-центральная часть штата Баия. Входит в экономико-статистический микрорегион Жакобина. Население составляет 9313 человек на 2007 год. Занимает площадь 368,017 км². Плотность населения — 25,3 чел./км².
Праздник города —  13 июня.

## История
Город основан в 1989 году.

## Статистика
- Валовой внутренний продукт на 2003 год составляет 13 034 381,00 реалов (данные: Бразильский институт географии и статистики).
- Валовой внутренний продукт на душу населения на 2003 год составляет 1691,24 реал (данные: Бразильский институт географии и статистики).
- Индекс развития человеческого потенциала на 2000 год составляет 0,606 (данные: Программа развития ООН).